# Petompon
Petompon is een bestuurslaag in het regentschap Semarang van de provincie Midden-Java, Indonesië. Petompon telt 6367 inwoners (volkstelling 2010).